# Koháry

Familiewapen

Koháry was een zeer rijk Hongaars magnatengeslacht. Het geslacht noemde zich sinds 1111 naar het slot Kohár, dat Koenraad, graaf van Magyaróvár, in 1061 van de Hongaarse koning Salomo zou hebben ontvangen.
Het geslacht was pas sinds Emmerik (Imre) Koháry in de 16e eeuw van belang. Zijn kleinzoon Stefan (István) werd in 1616 tot baron verheven, diens zoons Wolfgang (Farkas) en Stefan (István), generaal, dichter en mecenas, in 1685 tot graaf en Wolfgangs achterkleinzoon Frans Jozef (Ferenc József) Koháry in 1815 tot vorst. Met deze Frans Jozef, Habsburgs kameraar en hofkanselier in Hongarije, stierf het geslacht in 1826 in mannelijke lijn uit.
Zijn erfdochter Antonia was sinds 1816 gehuwd met Ferdinand George August van Saksen-Coburg-Saalfeld. Deze protestantse prins had zich voor het huwelijk tot het katholicisme moeten bekeren en voegde de naam van zijn vrouw aan de zijne toe. Het aldus gestichte huis Saksen-Coburg-Saalfeld-Koháry of Saksen-Coburg-Gotha-Koháry leverde met Ferdinand II een koning-gemaal van Portugal (zijn nakomelingen worden Saksen-Coburg-Gotha-Bragança genoemd) en met Ferdinand I, Boris III en Simeon II tsaren van Bulgarije.